# Folkomröstningen om republik i Island 1944
Folkomröstningen om republik i Island 1944 hölls den 24 maj 1944. Den dagen fanns att välja mellan att:
1. Avskaffa personalunionen med Danmark.
2. Införa en ny, republikansk, konstitution.

Valdeltagandet var 98,6%.

## Resultat

### Avskaffa unionsakten
| Val                                   | Röster | % av rösterna |
| ------------------------------------- | ------ | ------------- |
| För                                   | 71 122 | 97,35 %       |
| Emot                                  | 377    | 0,52 %        |
| Blanka eller ogiltigförklarade röster | 1 559  | 2,13 %        |
| Totalt                                | 73 058 | 100 %         |

### Ny republikansk konstitution
| Val                                   | Röster | % av rösterna |
| ------------------------------------- | ------ | ------------- |
| För                                   | 69 435 | 95,04 %       |
| Emot                                  | 1 051  | 1,44 %        |
| Blanka eller ogiltigförklarade röster | 2 572  | 3,52 %        |
| Totalt                                | 73 058 | 100 %         |

## Följder
Island blev republik den 17 juni 1944.